# 曼多马
曼多马 (Tuomo Mannermaa，1937年9月29日—2015年1月19日) 出生于芬兰奥卢，是赫尔辛基大学神学名誉教授，以对马丁·路德神学中称义和成神论之间关系的研究著称。他发起和推动这项研究，使他被看作是“路德的芬兰新解读”或“曼多马芬兰学派”之父。

## 芬兰学派
曼多马领导发展了“路德的芬兰新解读”，对路德的救赎观点的介绍，更接近东正教学说成神论，而不是德国路德宗学者的既定诠释。曼多马指出，“赫尔辛基路德研究新浪潮的外部冲击，令人惊奇地来自路德研究的圈子以外。它来自芬兰信义会和俄罗斯东正教教会之间的合一对话，由 Martti Simojoki 大主教在1970年代初发起。” 。 
芬兰新解读已经受到了挑战，因为它不重视路德的根源在西方基督教中的主要神学发展，认为路德的称义教义是基于内住于信徒的耶稣的义，而不是耶稣的义算为信徒的义。